# Benedetto Fenaja

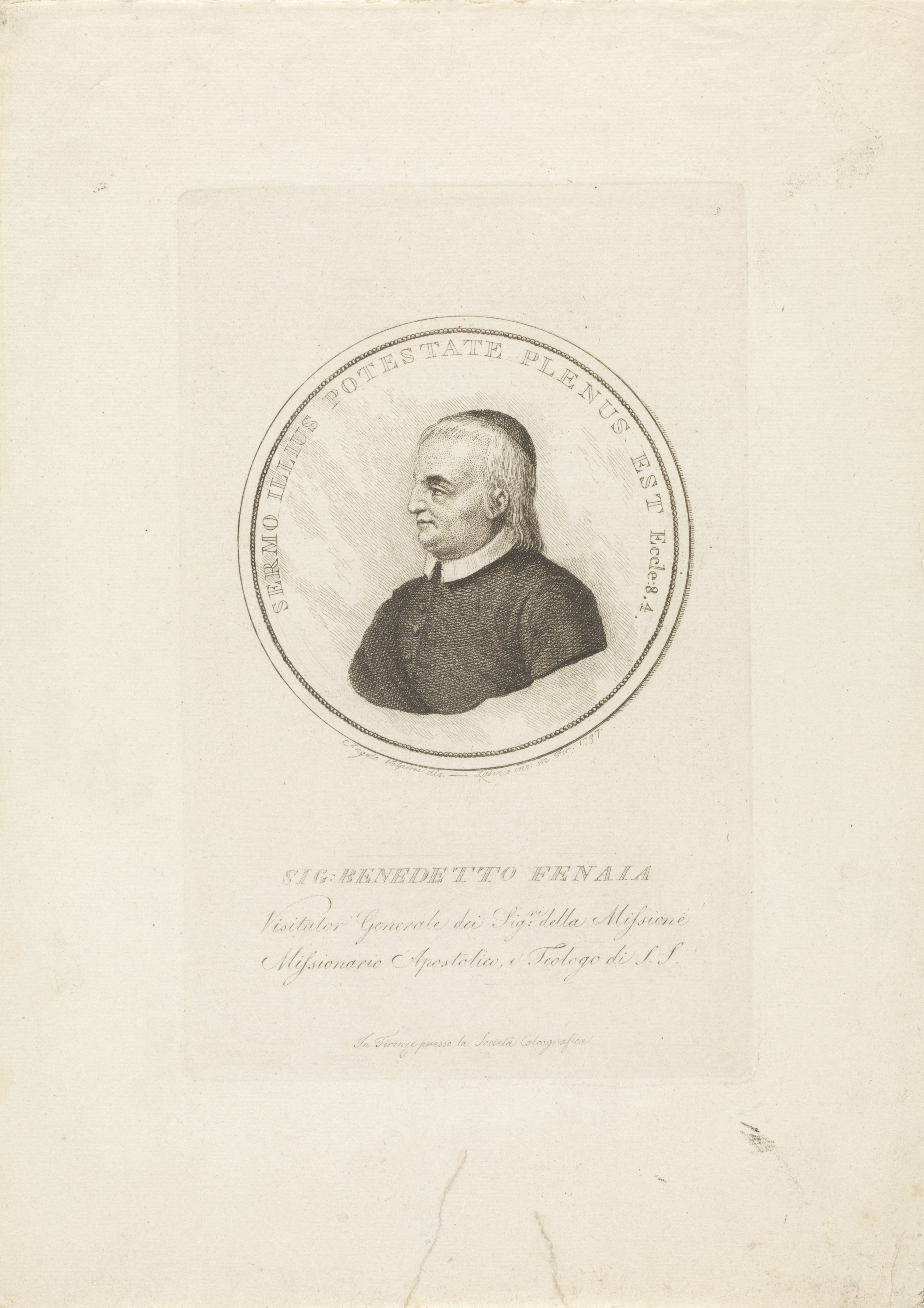
Benedetto Fenaja

Benedetto Fenaja CM (* 20. Februar 1736 in Rom; † 20. Dezember 1812 in Paris) war ein italienischer römisch-katholischer Geistlicher und Lateinischer Patriarch von Konstantinopel.

## Leben
Fenaja stammte aus der römischen Mittelschicht. Nach dem Studium am Collegio Romano trat er 1751 der Congregatio Missionis (Lazaristen) bei. Die Priesterweihe empfing er am 10. März 1759. Er widmete sich der Predigt und bekleidete verschiedene Ämter in der Kongregation, daneben organisierte er die portugiesische Mission in Goa. Von Juni bis September 1793 leitete er als Apostolischer Vikar die Lazaristen-Kongregation, da der Generalsuperior Félix Cayla de la Garde nach dem Sturz der französischen Monarchie Paris verlassen musste und seine Funktion nicht ausüben konnte. Als 1798 in Rom die Republik ausgerufen wurde, zog sich Fenaja nach Florenz zurück.
Nachdem Benedetto Fenaja 1800 nach Rom zurückgekehrt war, ernannte der neugewählte Papst Pius VII. ihn am 22. Dezember 1800 zum Titularerzbischof von Philippi. Die Bischofsweihe spendete ihm am 27. Dezember desselben Jahres der Kardinalbischof von Frascati Henry Benedict Mary Clement Stuart of York; Mitkonsekratoren waren die Kurienerzbischöfe Ferdinando Maria Saluzzo und Giovanni Coppola.
Fenaja begleitete den Papst 1804 zur Kaiserkrönung Napoleons I. und blieb danach einige Monate in der französischen Hauptstadt. Im Mai 1805 ging er nach Florenz, um den als jansenistisch betrachteten Ansichten von Scipione de’ Ricci entgegenzutreten und dessen Annahme des päpstlichen Urteils von 1804 entgegenzunehmen. Am 23. Dezember 1805 wurde Benedetto Fenaja zum Lateinischen (Titular-)Patriarchen von Konstantinopel erhoben. Die Verfolgung des Klerus, die nach der französischen Besatzung Roms unter General Miollis einsetzte, veranlasste Benedetto Fenaja im Juni 1809 Rom zu verlassen. Über Florenz und Bologna gelangte er nach Paris, wo er seine letzten Lebensjahre verbrachte.